# Децата на капитан Грант
Децата на капитан Грант (на френски: Les Enfants du capitaine Grant) е класически приключенски роман на френския писател Жул Верн, публикуван през 1867 – 1868 година. Това е първата част от трилогията, която включва романите „Двадесет хиляди левги под водата“ и „Тайнственият остров“.

## Сюжет
Внимание:  Текстът по-долу разкрива сюжета на произведението (или части от него)!
На 26 юни 1864 г. на борда на движещата се с пълна пара яхта „Дънкан“, под командването на капитан Джон Mанглс, са шотландският лорд Едуард Гленарван, съпругата му Елена и майор Mак Набс, близък роднина на лорда, които пътуват на екскурзия. Изведнъж до яхтата се появява голяма акула. Тя е уловена от екипажа, а в стомаха ѝ неочаквано намират бутилка с документи. Това са писма на корабокрушенци написани три езика: английски, немски и френски. Водата силно е повредила безценните документи и текста не може да бъде прочетен. Но сравнявайки буква по буква текста от различните документи, лорд Гленарван и капитан Манглс успяват да възстановят посланието. В писмото е написано, че капитан Грант и двамата му моряци, които са оцелели след катастрофата на шотландския кораб „Британия“, са се спасили около 37-ия паралел на южното полукълбо в областта на Патагония. Тримата са били заловени от жестоките индианци и молят за помощ.
Лорд Гленарван решава реши да помогне на съгражданите си и иска от Британското Адмиралтейство да изпрати спасителна мисия. Едновременно с това, Гленарван дава обява във вестника, с надеждата, че някой ще бъде в състояние да му предостави допълнителна информация за Хари Грант. На обявата отговарят децата на капитана, Мария и Робърт, които в продължение на две години не са получили някакви новини от баща си, и смятат, че е той е загинал в океана. И сега – неочакваната новина, че може би, капитан Грант е жив, и има надежда да бъде спасен! Уви, лордове на Адмиралтейството отказват на лорд Гленарван да изпратят помощ. Тогава, по предложение на лейди Елена, решават да отидат сами да търсят капитан Грант с яхтата „Дънкан“.
В началото на пътуването на борда на „Дънкан“, благодарение на абсурден инцидент, се оказва Жак Паганел, френски географ, добряк, веселяк и шегаджия, но много разсеян човек. Той се присъединява към експедицията и желае да премине през Южна Америка по 37-ия паралел, надявайки се да намери пътя на капитан Грант. Малката група, която включва Гленарван, Mак Набс, Паганел, Робърт Грант и няколко моряка, извършва прехода през Патагония. Пътуването е изпълнено с опасности и приключения, понякога забавни, понякога трагични. Но уви, няма и следа от Хари Грант и неговите моряци, и те не са открити.
Тогава предлага различно тълкуване на намереното писмо. Според френския географ капитан Грант е претърпял корабокрушение край бреговете на Австралия и така търсенето се премества в друга част на света. Изведнъж предположението на Паганел се потвърждава. В къщата на колонисти на западното крайбрежие на Австралия, лорд Гленарван и другарите му се срещат човек с името Аертон, който е бил боцман на „Британия“. Според Аертон корабът е потънал край източното крайбрежие на континента, и Аертон е готов да се посочи мястото. Смелите шотландци отново решават да преминат по 37-ия паралел, само че сега през територията на Австралия. Уви, и този път издирването се оказва неуспешено. А Aертон се оказва престъпник и лъжец, който не знае нищо за съдбата на капитан Грант.
Преди време Aертон е оставен в Австралия заради подбуждане към бунт на борда на „Британия“, а по-късно той оглавява банда от затворници под името Бен Джойс. Aертон и бандата му са планирали да завладеят яхтата „Дънкан“ и да станат морски пирати, но благодарение на разсеяността на Жак Паганел не успяват да го направят.
... „Дънкан“ се насочва обратно към родните брегове на Шотландия. Тъга и скръб завладяват всички членове на експедицията, отчаяни, че капитан Грант никога няма да бъде намерен. Но когато яхтата спира в близост до малък остров в Тихия океан, невероятното се случва ...

## Карти
- Южна Америка
- Австралия
- Нова Зеландия

## Адаптации
Романът е филмиран на няколко пъти.
- През 1936 г. романът е екранизиран в съветския филм „Дети капитана Гранта“ с участието на Николай Черкасов.
- През 1962 г. екранизацията е във филма „In Search of the Castaways“ (В търсене на корабокрушенците) с участието на Хейли Милс, Морис Шевалие и Джордж Сандърс.
- Най-добре познат и популярен е минисериалът „По следите на капитан Грант“, създаден през 1985 г. от български и съветски кинотворци, режисьор Станислав Говорухин, и с участието на Владимир Смирнов, Тамара Акулова, Николай Ерьоменко и много български актьори.